# Zandvos
De zandvos (Vulpes rueppellii) is een zoogdier uit de familie van de hondachtigen (Canidae). De wetenschappelijke naam van de soort werd voor het eerst geldig gepubliceerd door Schinz in 1825.

## Kenmerken
Deze vos heeft een zachte, dichte, zandkleurige of zilvergrijze vacht, waardoor het dier weinig opvalt in zijn dorre leefgebied. Aan weerszijden van de snuit bevinden zich zwarte vlekken. Ook de staartpunt is zwart. De lichaamslengte bedraagt 40 tot 52 cm, de staartlengte 25 tot 39 cm en het gewicht 1 tot 3,5 kg.

## Leefwijze
In sommige gebieden gaan deze dieren een monogame paarbinding aan, maar elders leven ze in groepen van soms wel 15 dieren. Overdag rusten ze in een hol of een beschutte rotsspleet. Om de paar dagen wordt van onderkomen gewisseld. Deze dieren zijn alleseters. Hun voedsel bestaat uit kleine gewervelden en insecten, maar ook gras staat op het menu.

## Voortplanting
In de vroege lente worden 2 tot 3 jongen geboren.

## Verspreiding
Deze soort komt voor in woestijnachtige gebieden in Noord-Afrika (Egypte, Marokko en Somalië) en in West-Azië (Afghanistan, Iran, Pakistan en Saoedi-Arabië).